# كريستين نيلسن (سياسية)
كريستين ميشيل نيلسن (بالإنجليزية: Kirstjen Nielsen) (من مواليد 14 أيّار/مايو 1972) هي سياسيّة ومُحامية أمريكية شغلت منصبَ وزيرة الأمن الداخلي كما شغلت في وقتٍ سابقٍ منصبَ نائبة رئيس موظفي البيت الأبيض في إدارة الرئيس الأمريكي دونالد ترامب. بعد تعيينها كوزيرة للأمن الداخلي؛ نفذت كريستين عددًا من السياسات والقرارات التي أثارت جدلًا كبيرًا حينَها على غِرار تأييدها لفصل الآباء عن أطفالهم في المعبر الحدودي بينَ الولايات المتحدة والمكسيك. استقالت نيلسن من منصبها في السابع من نيسان/أبريل عام 2019 وعُينّ مكانها كيفن ماكآلاين.

## النشأة والتعليم
وُلدلت كريستين ميشيل نيلسن في 14 أيار/مايو عام 1972 في كولورادو سبرينغس (كولورادو) وهي ابنةُ فيليس ميشيل نيلسن وجيمس ماكهنري نيلسن الذي سبقَ وأن عمل طبيب في جيش الولايات المتحدة. تعودُ أصول والد نيلسن للدنمارك في حين تُعدّ والدتها منَ الأمريكيون الإيطاليون. كريستين هي الابنة الثالثة في الأسرة المكوّنة من شقيقتها آشلي وشقيقها فليتشر. بعدَ ولادتها؛ انتقلت أسرة نيلسن من كولورادو سبرينغس إلى كليرواتر.
بعد المدرسة الثانوية؛ حضرت نيلسن كليّة جورج تاون التي حصلت منها على درجة البكالوريوس في العلوم؛ ثم حضرت كليّة القَانون في جامعة فرجينيا والتي حصلت منها على الدكتوراه في عام 1999. درست الدراسات اليابانية في وقتٍ لاحق في جامعة نانزان في ناغويا باليابان.

## المسيرة المِهنيّة
خدمت نيلسن في إدارة جورج دبليو بوش كمساعدة خاصة للرئيس كما شغلت منصبَ ما يُعرف بمديرة الوقاية والتأهب والاستجابة (PPR) في مجلس الأمن الداخلي وعملت في وقتٍ لاحق كمساعدة لمسؤول في إدارة أمن النقل. بعد مغادرة بوش في عام 2008؛ أسّست نيلسن مؤسّسةَ سينيسيس للاستشارات. في أيلول/سبتمبر 2013؛ فازت الشركة بعقدٍ مكّنَها من الحصولِ على عقدٍ قيمتهُ 450,000 دولار من أجلِ الكتابة التقنية والتطوير التنظيمي للسياسات والتشريعات في الوكالة الفيدرالية لإدارة الطوارئ. جديرٌ بالذكرِ هنا أنّ نيلسن كانت عضوة بارزة في مركز سايبر للأمن الداخلي في جامعة جورج واشنطن حيثُ عملت على تقديمِ تقارير للمجلس الاستشاري في المنتدى الاقتصادي العالمي.

### الاستقالة
في أيار/مايو عام 2018؛ ذكرت نيويورك تايمز أنّ نيلسن كانت على وشكِ تقديم استقالتها بعدما وبّخها ترامب خلال اجتماع لمجلس الوزراء بسببِ ما اعتبرهُ فشلًا في تأمين حدود الولايات المتحدة. ذكرت ذات الجريدة أيضًا أنّ هناك توتر كبير بينَ نيلسن وترامب بسببِ موقف الاثنان من قضيّة فصل الأبناء عن آبائهم من المهاجرين غير الشرعيين على الحدود المكسيكية الأمريكية؛ وهذا ما أكدتهُ بوليتيكو ورويترز نقلًا عن مصدر من وزارة الأمن الداخلي؛ فيما نفت نيلسن تهديدها ترامب بالاستقالة.
استقالت نيلسن من منصبها رسميًا في 7 نيسان/أبريل 2019 وحلّ محلها كيفن ماكآلاين. جاءت استقالةُ كريستين مباشرة بعد اجتماعٍ عُقدَ في البيت الابيض حضرهُ ترامب وخاصّة معَ تصريح هذا الأخير الذي أكّد على أنّه سيتخد سياسات وقرارات «أكثر صرامة» فيما يخصّ الهجرة غير الشرعيّة. في تغريدةٍ لها؛ قالت نيلسن إنها وافقت على البقاء في منصبها حتى 10 أبريل «للمساعدة في انتقال سلس ومنظم للسلطة دونَ أيّة تأثيرات غير متوقعة أو غير محسوبة».

## روابط خارجية
- كريستين نيلسن على موقع مونزينجر (الألمانية)